# فرانز فوكس
فرانز فوكس (بالألمانية: Franz Fuchs ) (و. 1881 – 1971 م) هو فيزيائي من ألمانيا . ولد في ستراسبورغ.
توفي في ميونخ، عن عمر يناهز 90 عاماً.

## روابط خارجية
- فرانز فوكس على موقع مونزينجر (الألمانية)